# Ongeneeslijk beat
Ongeneeslijk beat is het debuutalbum van Rotterdamse beatband The Madd uit 2007.

## Opnamen
The Madd werd in 2005 opgericht als vriendenproject, met als doel oude beatklassiekers nieuw leven in te blazen. De band maakte snel naam in het clubcircuit en bracht in 2006 een ep in eigen beheer uit, die positief ontvangen werd. In 2007 nam de band haar debuutplaat op voor Excelsior Recordings. Van de 11 nummers op het album is enkel het nummer Jump now! door de band zelf geschreven. De overige nummers zijn covers van veelal vergeten bands uit de jaren zestig.
De plaat werd uitgebracht op cd en vinyl en verscheen op 29 oktober 2007. De plaat kreeg positieve recensies. Er werd een videoclip opgenomen voor het nummer Je suis parti, dat 16 juni 2008 ook op vinylsingle werd uitgebracht. Begin 2009 werd er ten slotte nog een videoclip uitgebracht van het nummer Jump now!.

## Muzikanten
- Dave von Raven - zang en gitaar
- De Schuinsmarcheerder - elektronisch orgel
- Richard Bouquet - basgitaar en zang
- Slammin' Marty Graveyard - drums en zang

## Tracklist
1. Jump now!
2. Going all the way (oorspronkelijk van The Squires)
3. Her big man (oorspronkelijk van The Brigands)
4. Roughy (oorspronkelijk geschreven door Clinton/Nelson)
5. I saw Abba (oorspronkelijk van The Paragons)
6. You treated me bad (oorspronkelijk van The JuJus)
7. Come on (oorspronkelijk van The Atlantics)
8. Sad boy (oorspronkelijk van The Mascots)
9. I want you, need you, love you (oorspronkelijk van The Black Diamonds)
10. Tortoise (oorspronkelijk van The Clique)
11. Je suis parti (oorspronkelijk I'm gone van The Magic Mushroom)

Je suis parti is enkel te vinden op de cd-versie van het album.